# روبرت أوبراين (راكب الكنو)
روبرت أوبراين (بالإنجليزية: Robert O'Brien)‏ هو راكب الكنو أمريكي، ولد في 6 يونيو 1933.

## وصلات خارجية
- روبرت أوبراين على موقع أوليمبيديا (الإنجليزية)